# Rerebe (Tripe Jaya)
Rerebe is een bestuurslaag in het regentschap Gayo Lues van de provincie Atjeh, Indonesië. Rerebe telt 865 inwoners (volkstelling 2010).